# Xã Delavan, Quận Faribault, Minnesota
Xã Delavan (tiếng Anh: Delavan Township) là một xã thuộc quận Faribault, tiểu bang Minnesota, Hoa Kỳ. Năm 2010, dân số của xã này là 228 người.